# Філософська лірика
Філософська лірика (також філософська поезія) — поезія, яка спрямована на філософське осмислення світу й людини та є виявом філософських поглядів ліричного героя. Характерними рисами філософської лірики є художня настанова на пізнання сутнісних проблем буття, часу та простору, превалювання логізованих узагальнених образів, медитація як спосіб ліричного осмислення дійсності, своєрідність суб'єктної організації (об'єктивація суб'єктивного), специфічне укрупнення думки, тяжіння художнього часу та художнього простору до максимального розширення, онтологічний конфлікт і дуалізм думки й чуття, підведення видових понять під родове, осягнення і переживання кардинальних буттєвих опозицій, єдність минулого, теперішнього і майбутнього часів, чуттєва конкретизація та образне доведення певної думки або істини, велика роль власне творчого досвіду.
Іноді філософську лірику ототожнюють з науковою поезією. Однак наукову поезію слід розуміти як окремий, самостійний вид творчості, адже в таких творах зазвичай популяризують наукові досягнення, нові відкриття, щодо яких роблять поетичні роздуми. Також наукова поезія певним чином закута в суворі рамки тематичної класифікації, тоді як визначення вірша як філософського вказує на цілий ряд ознак: від особливостей психологічного типу митця до масштабності поетичного часопростору в творі.

## Історія
В античні часи філософську лірику розвивали такі поети як Лукрецій, Гесіод, Ксенофан, Парменід та ін. Згодом вона відокремилися від дидактичної поезії, а її висловлювання набули параболічного та притчевого характеру. Варто зауважити, що філософська лірика розвивалася активно не лише в Старому Світі, але й в Азії (до філософської лірики належать «Веди» та твори китайських поетів Лі Бо та Ду Фу).
У Середньовіччі філософська лірика розвивалася в Італії, де вона була пов'язана з іменами Ф. Петрарки та Д. Аліг'єрі). Першим в українській літературі до філософської лірики звертався Григорій Сковорода.
Як зазначає українська літературознавчиня Е. Соловей у «Лексиконі загального та порівняльного літературознавства», у XIX та XX ст. для філософської літератури були характері два напрями. Перший напрям характеризувався складністю змісту й вираження, лексичним багаством, непростими композицією та хронотопом. Представниками такого напрямку, серед інших, були Р.-М. Рільке, В. Вітмен, Т. С. Еліот, Б.-І. Антонич, ранній П. Тичина. Натомість для другого напрямку була характерна простота, що можна побачити в творах, приміром, Й. В. фон Ґете, М. Зерова, Л. Первомайського та пізнього М. Бажана.

## Співвідношення філософії та філософської лірики
Філософська лірика висвітлює загострені питання життєвого вибору та показує абсолютно специфічне сприйняття світу, а її ідейний задум здебільшого ґрунтується на асоціативному впливі. Філософська поезія часто виступала як форма неофіційної філософії, адже в ній особливим чином аналізували проблеми смерті та безсмертя. На відміну від філософії, філософська лірика передає світопізнання та не дає відповідей на філософські запитання.
Вона може також відбивати і фундаментальні риси національного світобачення. Приміром, для української філософської лірики характерний дешо підвищений «емоціоналізм», «колоцентричність», хоча водночас є й лінія раціонально-логічного, що можна побачити, приміром, у творах М. Зерова та І. Муратова.
Тим не менш, більшість дослідників філософської лірики зауважують гармонійне
співіснування раціонального та емоційного начала в ній.

## Художні засоби та жанри
Серед художніх засобів у віршах філософської тематики переважають яскраві метафори. Часто застосовується прийом антитези (приміром, протисталення зима — літо, холод — спека, біль — радість). Для цілісного сприйняття поезії важливий підтекстовий зміст прочитання.
Філософська лірика знаходить свій вияв у різних жанрах: сонети, есе, гнома, еклога, елегія, епітафія тощо. Так, в українській літературі 50-70-х XX ст. такі поети, як А. Малишко, М. Рильський та Д. Павличко, активно розвивали жанр філософського сонету.
Серед художніх засобів у віршах філософської тематики переважають яскраві метафори. Часто застосовується прийом антитези (приміром, протисталення зима — літо, холод — спека, біль — радість). Для цілісного сприйняття поезії важливий підтекстовий зміст прочитання.

## Приклад філософської лірики
В словах є кров. Вони живуть, слова.
Твоє життя — не вигадана повість.
Не вбити пам'ять. І вона жива,
І поруч з нею не вмирає совість.

І якщо помилявся ти колись,
І мертве серце било в мертві груди,
Тепер прийшов останній суд — молись!
Ні пільги, ні пробачення не буде.
Л. Первомайський.